# Pilar Almeria Serrano
Pilar Almeria Serrano (Alcoi, 29 d'abril de 1958) és una actriu i directora teatral valenciana, fundadora de la Companyia de Teatre Micalet juntament amb Joan Peris i Ximo Solano. És llicenciada en Art Dramàtic per l'Escola Superior de València (1985), més enllà d'una prèvia llicenciatura en biologia.
Està al capdavant de la Companyia Teatre Micalet des de 1995, any de la seua fundació, on produeixen i representen teatre en valencià a la ciutat de València. Com a actriu ha participat en obres com El jardí dels cireres, d'Anton P. Txèkhov, Nadal a casa els Cupiello, d'Eduardo de Filippo, Don Juan, de Molière, El somni d’una nit d’estiu, de W. Shakespeare i Ai Carmela, de J. Sanchis Sinisterra, entre d'altres. Com a directora, alguns dels projectes que ha desenvolupat són Marors, d'Isabel Carmona, Letra Gorda, amb textos de Griselda Gabaro i La Visita, de Marta Roig.
Pilar Almeria també ha participat en diverses produccions televisives, com Herència de sang, primera telenovel·la valenciana, o Bon dia, bonica, de Canal 9. Amb la nova televisió valenciana À Punt va participar en la sèrie La Vall. Com a actriu de doblatge també ha doblat al valencià i castellà nombroses produccions audiovisuals.
Pilar Almeria ha rebut el Premi a la Millor Actriu de Teatre de l’Associació d’Actors del País Valencià, pel seu paper a Ballant ballant (1997), o el Premi Narcís (2014), per tota la seva trajectòria com a actriu.